# Робинсон, Джон Томас Ромни
Джон Томас Ромни Робинсон (англ. John Thomas Romney Robinson; 1792—1882) — британско-ирландский астроном.

## Биография

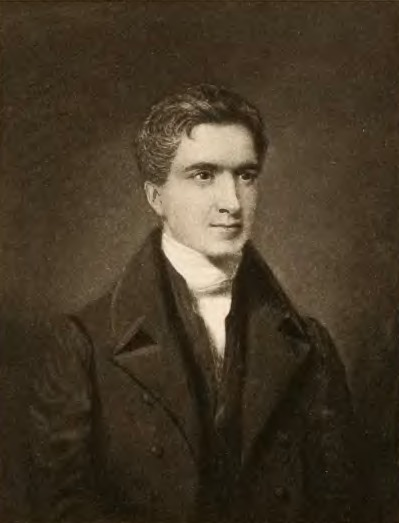
Дж. Т. Р. Робинсон в молодости

Джон Томас Ромни Робинсон родился 23 апреля 1792 в городе Дублине. Получил образование в Тринити-колледже родного города.
С 1824 года был директором обсерватории в Арма (Ирландия). Результатом его деятельности явился звёздный каталог: «Places of 5345 Stats observed at Armagh» (1859). Много статей Робинсона, относящихся к установке и усовершенствованию астрономических инструментов, разбросано по английским журналам. Робинсон построил анемометр с полушариями, известный под его именем.
С 1851 по 1856 год он был президентом Ирландской королевской академии.
В 1862 году учёный был награждён Королевской медалью Лондонского королевского общества.
Джон Томас Ромни Робинсон умер 28 февраля 1882 года в городке Арма на севере Ирландии.

## Эпонимы
Кратер Робинсон на Луне назван в его честь.